# Je vous aimais (poème)
Pour le film d'Ilia Frez, voir Je vous aimais....

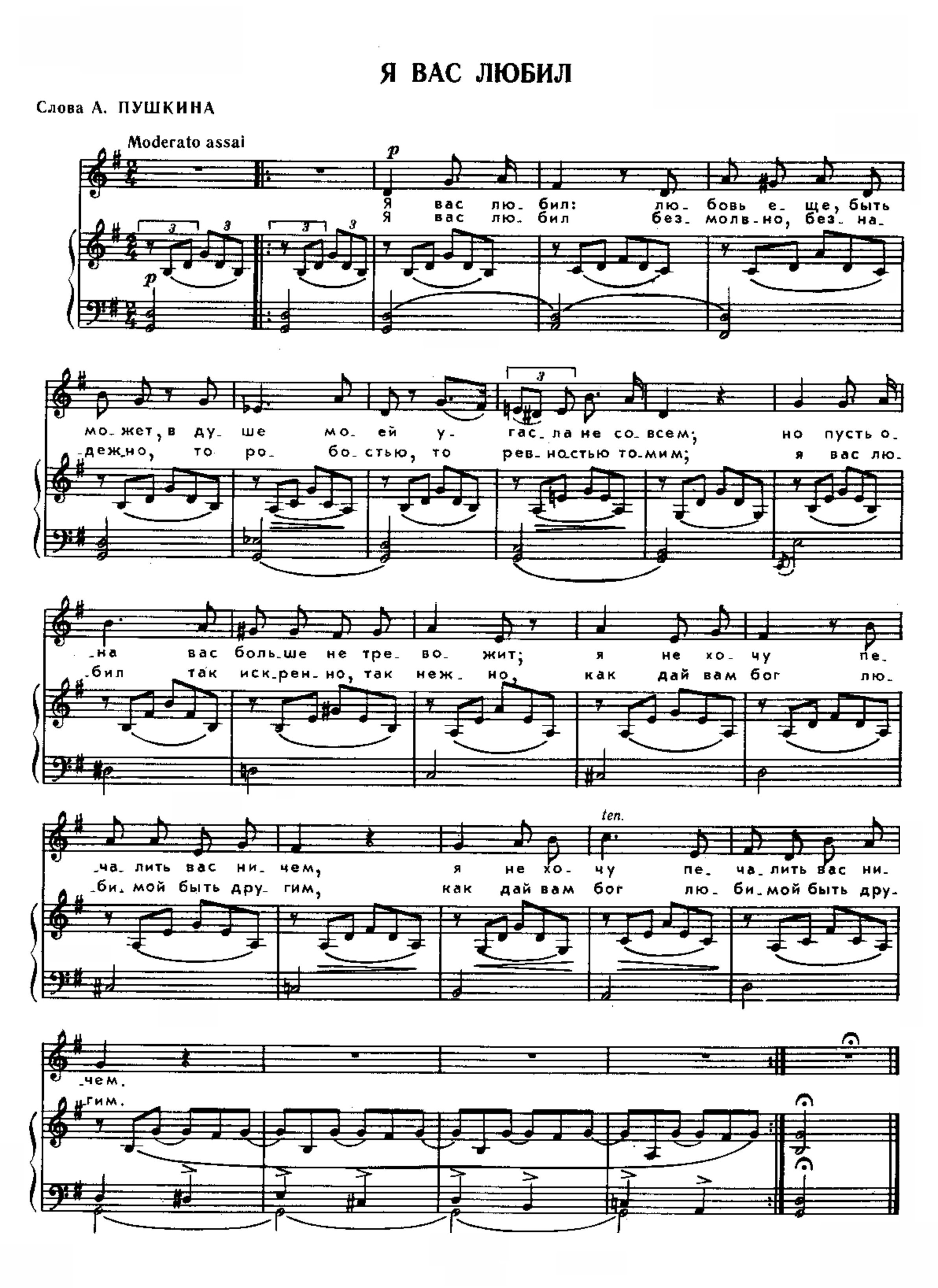
La mise en musique du poème par Dargomyzhsky.

« Je vous aimais » (russe : Я вас любил - Ya vas lyubíl) est un poème d'Alexandre Pouchkine écrit en 1829 et publié en 1830. Il a été décrit comme « l'énoncé par excellence du thème de l'amour perdu » dans la poésie russe et un exemple de l'attitude respectueuse de Pouchkine envers les femmes.

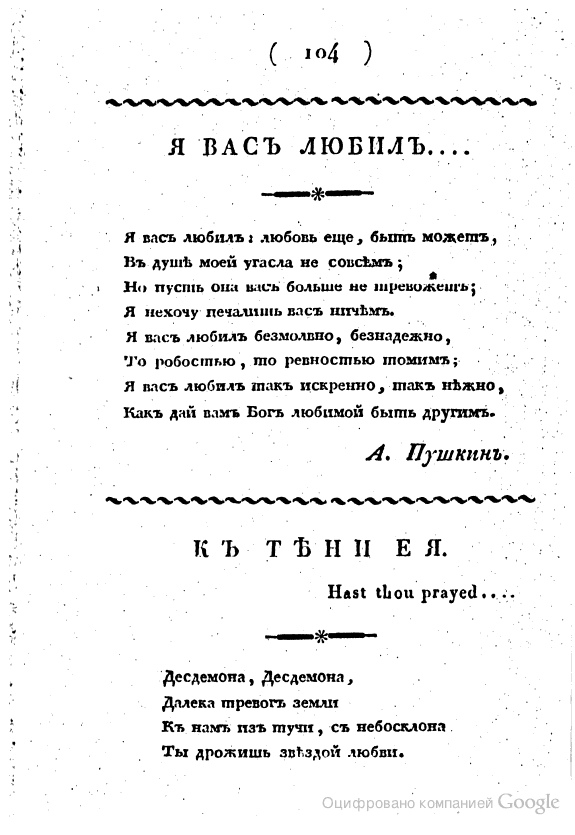
Version originale

## Texte

### Cyrillique
Я вас любил: любовь ещё, быть может,

В душе моей угасла не совсем;

Но пусть она вас больше не тревожит;

Я не хочу печалить вас ничем.
Я вас любил безмолвно, безнадежно,

То робостью, то ревностью томим;

Я вас любил так искренно, так нежно,

Как дай вам Бог любимой быть другим.

### Romanisation
Ya vas lyubíl: lyubóv' eshchyó, byt' mózhet,

V dushé moyéy ugásla ne sovsém;

No pust' oná vas ból'she ne trevózhit;

Ya ne khochú pechálit' vas nichém.
Ya vas lyubíl bezmólvno, beznadézhno,

To róbost'yu, to révnost'yu tomím;

Ya vas lyubíl tak ískrenno, tak nézhno,

Kak day vam Bokh lyubímoy byt' drugím.

### Français
Je vous aimais… et mon amour peut-être
Au fond du cœur n’est pas encore éteint.
Mais je saurai n’en rien laisser paraître.
Je ne veux plus vous faire de chagrin.
Je vous aimais d’un feu timide et tendre,
Souvent jaloux, mais si sincèrement,
Je vous aimais sans jamais rien attendre…
Ah! puisse un autre vous aimer autant.
(Traduction de Pouchkine)
Je vous aimais et je vous aime sans doute encore

Dans mon âme, l'amour est loin d'être mort ;

Mais ne soyez plus troublée ;

Je ne souhaite en rien vous importuner.
Je vous aimais, en silence, avec violence,

Tantôt timide, tantôt jaloux dans la souffrance ;

Je vous aimais, si sincèrement, si tendrement,

Que Dieu puisse vous donner un amant tout aussi aimant.
(Traduction de ?)
Autres traductions : http://henri-abril.fr/je-vous-aimais-pouchkine

## Résumé
Pouchkine exprime ses sentiments affectueux envers une dame dans ce poème. Le poète est mélancolique face à son amour non partagé et lâche prise en sachant que l'objet de ses affections ne pourra jamais l'aimer en retour, alors il souhaite qu'elle possède un jour le genre d'amour qu'il a pour elle. Le poète n'est pas égoïste : il refuse de se battre pour elle mais souhaite la garder dans son cœur. La plus grande preuve d’amour est ici la capacité de souhaiter du bien à l’autre même après l'avoir perdu.